# Квартальнов, Дмитрий Вячеславович

Автограф

Дмитрий Вячеславович Квартальнов (род. 25 марта 1966, Воскресенск, Московская область) — советский и российский хоккеист, тренер. Главный тренер минского «Динамо» и сборной Беларуси. Мастер спорта СССР международного класса. Заслуженный тренер России (2019).

## Клубная карьера
Выступал за команды: «Химик» (Воскресенск), «Корд» (Щёкино, Россия), СКА (Свердловск), СКА МВО (Калинин), «Сан-Диего Галлз» (Сан-Диего, США), «Бостон Брюинз» (США), «Провиденс Брюинз» (США), «Амбри-Пиотта» (Амбри, Швейцария), «Клагенфурт» (Австрия), «Адлер Мангейм» (Германия), «Йокерит» (Хельсинки, Финляндия), «Северсталь» (Череповец, Россия), «Ак Барс» (Казань, Россия), «Крылья Советов» (Москва, Россия).
Серебряный (1989) и бронзовый призёр (1990) чемпионатов СССР по хоккею в составе воскресенского «Химика». Лучший бомбардир чемпионата СССР 1990 года — 54 очка (25+29) в 46 матчах.
В 1991 году вместе с партнёром по «Химику» Валерием Зелепукиным уехал в НХЛ. При этом Квартальнов ехал на свой страх и риск, поскольку на драфте ни одной команды НХЛ не был.
Квартальнов попал в «Сан-Диего Галлз», команду, которая играла в ИХЛ. В сезоне 1991/92 стал лучшим новичком лиги, лучшим хоккеистом лиги, вошёл в первую пятёрку «Всех звёзд» ИХЛ и стал лучшим бомбардиром лиги, набрав 118 очков (60+58) в 77 матчах. В итоге, на драфте 1992 года его выбрал клуб НХЛ «Бостон Брюинз».
В «Бостоне» начал довольно сильно, часто его ставили в ведущую тройку клуба вместе с Адамом Оутсом и Джо Жюно. Однако Квартальнов, по мнению главного тренера команды Брайана Саттера, не вписался в канадский стиль команды, который пропагандировал тренер. Вследствие этого, Квартальнова постепенно задвигали на вторые роли.
На второй год в «Бостоне» его отправили в фарм-клуб «Провиденс», где он провёл месяц. Вернувшись в «Бостон», играл нечасто. В 1994 году россиянину предложили продлить контракт, но Дмитрий предпочёл уехать в Европу, где стал играть за швейцарский клуб «Амбри-Пиотта». При этом главным тренером у него был Александр Якушев.
Серебряный призёр Альпенлиги 1997 года и чемпионата Финляндии 2000 года, бронзовый призёр чемпионата Швейцарии 1996 года.
Серебряный призёр российской Суперлиги сезона 2001/2002 года в составе «Ак Барса». Бронзовый призёр чемпионата России 2003/04 в составе «Ак Барса».
В составе череповецкой «Северстали» выступал в сезонах 2004/2005 и 2006/2007 годов.

## Карьера в сборной
В составе сборной СССР стал чемпионом мира 1989 года и бронзовым призёром 1991 года, победителем чемпионата Европы в те же годы.
Выступал за сборную России на чемпионате мира 1996 года.

## Тренерская карьера
С июня 2009 года — тренер ХК «Северсталь». С 31 октября 2009 года — исполняющий обязанности главного тренера ХК «Северсталь». 7 декабря 2009 года утверждён в должности главного тренера ХК «Северсталь». 28 февраля 2012 года за день до старта клуба в плей-офф КХЛ Дмитрий Квартальнов был уволен с должности главного тренера.
12 апреля 2012 года стало известно о том, что Дмитрий Квартальнов возглавил «Сибирь». Под его руководством команда дважды пробивалась в плей-офф КХЛ. 12 апреля 2014 года подал в отставку с поста главного тренера «Сибири» по семейным обстоятельствам.
17 апреля 2014 года официальный сайт московского ЦСКА объявил о подписании контракта с Квартальновым. Под его руководством ЦСКА трижды подряд (в 2015, 2016 и 2017 годах) становился обладателем Кубка Континента, эти достижения стали для команды первыми в XXI веке. Кроме того, по итогам сезона 2014/2015 ЦСКА впервые стал чемпионом России (в том сезоне чемпионом становился клуб, набравший больше всего очков по итогам регулярного первенства). В 2015 году в полуфинале Кубка Гагарина ЦСКА вёл в серии против СКА со счётом 3:0, но проиграл 4 матча подряд и вылетел из розыгрыша турнира. В 2016 году ЦСКА дошёл до финала Кубка Гагарина, однако в упорной борьбе по итогам семи матчей уступил магнитогорскому «Металлургу» (3:4). Спустя год, под его руководством ЦСКА не сумел пробиться в финал конференции, это событие привело к отставке Квартальнова с поста главного тренера армейского клуба.
4 октября 2017 года назначен главным тренером ярославского «Локомотива».
1 мая 2019 года назначен главным тренером казанского «Ак Барса». 11 апреля 2022 года покинул свой пост.
11 апреля 2023 назначен главным тренером минского «Динамо» и сборной Беларуси.
6 июня 2025 года введен в Зал славы отечественного хоккея. «Помог многим командам достичь новых высот и воспитал не одно поколение хоккеистов», — обоснование от ФХР.

## Статистика

### Клубная
| Легенда | Легенда                    | Легенда | Легенда                   | Легенда | Легенда    |
| ------- | -------------------------- | ------- | ------------------------- | ------- | ---------- |
| И       | Количество проведённых игр | Штр     | Штрафное время            | +/−     | Плюс-минус |
| Г       | Голы                       | П       | Голевые передачи          | О       | Очки       |
| -       | Статистика неизвестна      | —       | Статистика не учитывалась |         |            |

### Тренерская
| Команда            | Турнир-сезон       | Регулярный сезон | Регулярный сезон | Регулярный сезон | Регулярный сезон | Регулярный сезон | Регулярный сезон | Регулярный сезон | Регулярный сезон | Плей-офф | Плей-офф | Плей-офф               |
| Команда            | Турнир-сезон       | И                | В                | ВО/ВБ            | Н                | ПО/ПБ            | П                | О                | Результат        | В        | П        | Результат              |
| ------------------ | ------------------ | ---------------- | ---------------- | ---------------- | ---------------- | ---------------- | ---------------- | ---------------- | ---------------- | -------- | -------- | ---------------------- |
| Северсталь         | КХЛ 2009/10        | 36               | 12               | 6                | -                | 6                | 12               | 54               | 10-е на Западе   | -        | -        | Не попали в плей-офф   |
| Северсталь         | КХЛ 2010/11        | 54               | 25               | 5                | -                | 4                | 20               | 89               | 5-е на Западе    | 2        | 4        | Выбыли в 1/8 финала    |
| Северсталь         | КХЛ 2011/12        | 54               | 23               | 5                | -                | 6                | 20               | 85               | 5-е на Западе    | 2        | 4        | Выбыли в 1/8 финала    |
| Всего в Северстали | Всего в Северстали | 144              | 60               | 16               | -                | 16               | 52               | 228              |                  | 2        | 4        |                        |
| Сибирь             | КХЛ 2012/13        | 52               | 21               | 7                | -                | 7                | 17               | 84               | 7-е на Востоке   | 3        | 4        | Выбыли в 1/8 финала    |
| Сибирь             | КХЛ 2013/14        | 54               | 22               | 7                | -                | 7                | 18               | 87               | 6-е на Востоке   | 4        | 6        | Выбыли в 1/4 финала    |
| Всего в Сибири     | Всего в Сибири     | 106              | 43               | 14               | -                | 14               | 35               | 171              |                  | 7        | 10       |                        |
| ЦСКА               | КХЛ 2014/15        | 60               | 39               | 10               | -                | 2                | 9                | 139              | 1-е в лиге       | 11       | 5        | Выбыли в 1/2 финала    |
| ЦСКА               | КХЛ 2015/16        | 60               | 38               | 5                | -                | 3                | 14               | 127              | 1-е в лиге       | 15       | 5        | 2-е место              |
| ЦСКА               | КХЛ 2016/17        | 60               | 41               | 3                | -                | 8                | 8                | 137              | 1-е в лиге       | 6        | 4        | Выбыли в 1/4 финала    |
| Всего в ЦСКА       | Всего в ЦСКА       | 180              | 118              | 18               | -                | 13               | 31               | 403              |                  | 32       | 14       |                        |
| Локомотив          | КХЛ 2017/18        | 39               | 19               | 8                | -                | 0                | 12               | 99               | 4-е на Западе    | 5        | 4        | Выбыли в 1/4 финала    |
| Локомотив          | КХЛ 2018/19        | 62               | 34               | 6                | -                | 6                | 16               | 86               | 3-е на Западе    | 5        | 6        | Выбыли в 1/4 финала    |
| Всего в Локомотиве | Всего в Локомотиве | 101              | 53               | 14               | -                | 6                | 28               | 185              |                  | 10       | 10       |                        |
| Ак Барс            | КХЛ 2019/20        | 62               | 38               | 6                | -                | 5                | 13               | 93               | 1-е на Востоке   | 4        | 0        | Плей-офф приостановлен |
| Ак Барс            | КХЛ 2020/21        | 60               | 33               | 8                | -                | 8                | 11               | 90               | 1-е на Востоке   | 11       | 4        | Выбыли в 1/2 финала    |
| Всего в Ак Барсе   | Всего в Ак Барсе   | 122              | 71               | 14               | -                | 13               | 24               | 183              |                  | 12       | 2        |                        |
| Всего в КХЛ        | Всего в КХЛ        | 653              | 345              | 76               | -                | 59               | 170              | 1173             | -                | 63       | 40       | -                      |

## Достижения

### Главный тренер
ЦСКА (Москва)
- Чемпион России: 2014/15
- Обладатель Кубка Континента (3): 2014/15, 2015/16, 2016/17
- Обладатель Кубка Открытия: 2015/16
- «Лучший тренер» (Приз имени Виктора Тихонова) 2015/16[12]

## Личная жизнь
Брат Андрей — бывший хоккеист.
Сын Никита (род. 22.02.1994) — хоккеист, тренер.
Сын Александр (род. 26.08.2002) — хоккеист.
Племянник Данила (род. 7.07.1997) — хоккеист.